# 福山市立福山中・高等学校
福山市立福山中・高等学校（ふくやましりつふくやまちゅう・こうとうがっこう）は、広島県福山市赤坂町赤坂にある市立の中高一貫校。

## 概要
歴史
1899年（明治32年）に私立の女学校として創設。1948年（昭和23年）の学制改革により新制高等学校となった後、1969年（昭和34年）に運営が福山市に移管され、福山市立の高等学校となった。2004年（平成16年）には中学校を併設し、併設型の中高一貫教育を開始。2019年（平成31年）に創立120周年（市移管50周年）を迎えた。
設置課程・学科（高等学校）
全日制課程 普通科
特色

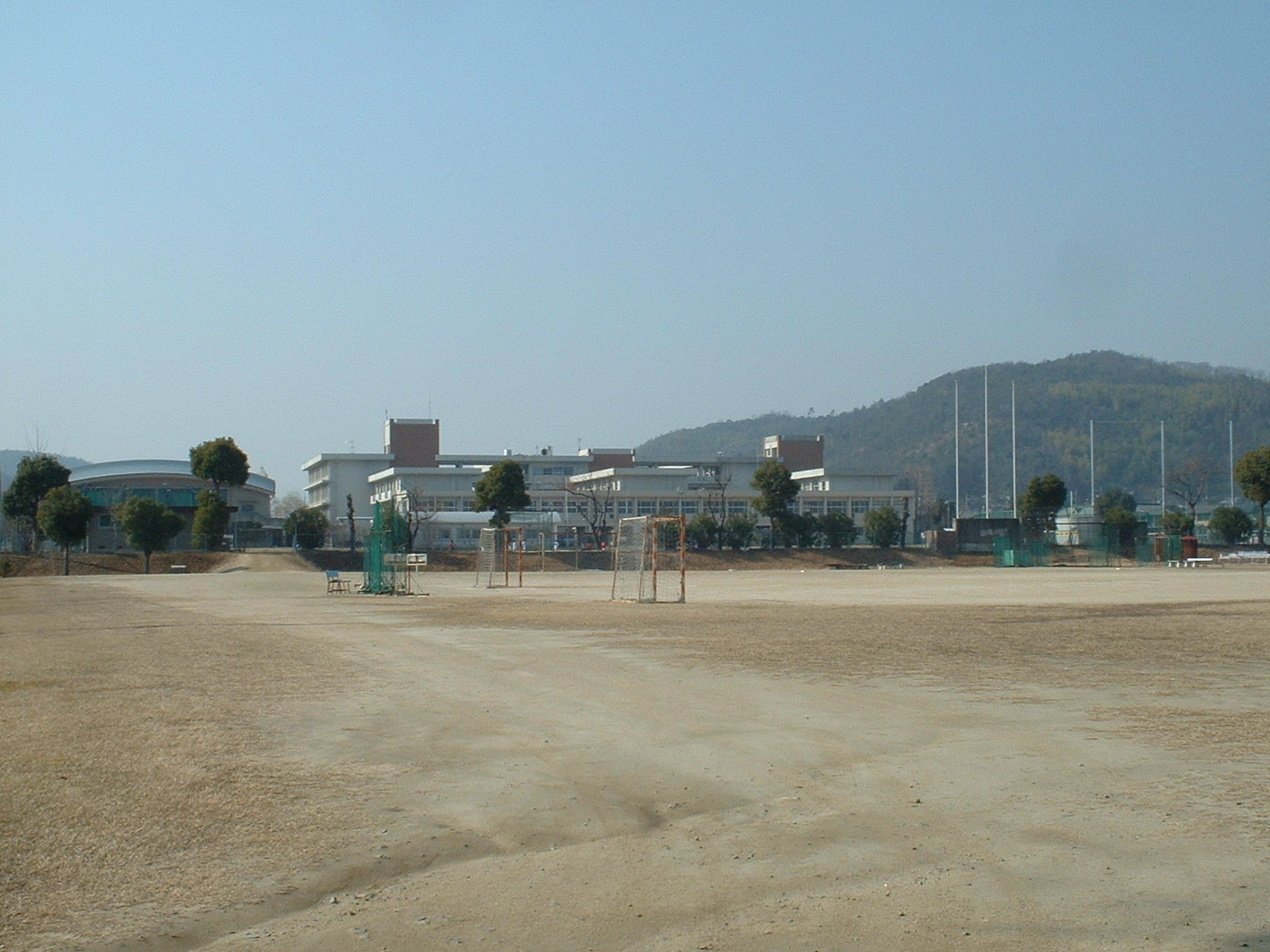
グラウンド

- 一般的に「市立（いちりつ）」「市立福山」と呼ばれる。なお、部活動など対外的には「市立福山」が使われている。また、英語表記はFukuyama municipal Jr. and Sr. High Schoolである。
- 部活動では吹奏楽部、バドミントン部、少林寺拳法部、野球部に力が入れられている。
- グラウンドは、サッカーコートを3面確保することができ、トレーニングルームや格技場も充実している。
- 本校独自の教科「コミュニケーション」が大望館にて実施されている。
- 数年前からコロナ禍での生徒のストレスを晴らそうと羊「もふお」がいる。

校訓
"interaction, intelligence, intention"
校章
一本の樹が大地にしっかりと根をおろし天に向かってまっすぐに伸び、枝葉を広げていく姿をイメージしている。このイメージをこの学校生徒のあるべき姿と捉え、このことを「一樹」と表現している。上部にまとまる六つの丸は、生徒の連帯と、六年間の教育による豊かな実りを表す。中央下部の「i」の文字は、この学校の生徒一人ひとりの夢を実現するこの学校の願い「i.dream」を象徴している。下の部分は、福山市の市章「コウモリ」を変形してデザインしており、この学校の中高一貫校であることを生かした教育を行い、郷土福山を大切にする心と国際社会に貢献する意欲能力をもった人材を輩出する学校にしたとのこの学校の意志を表す。
スクールカラー
校章のイメージする「一樹」にちなみ、フォレストグリーン（DIC-389）をスクールカラーとしている。
校歌
2005年（平成17年）制定。曲名は「空を見る」、作詞は谷川俊太郎、作曲は林光である。また、この他第二校歌と第三校歌もある。
制服
ブレザー。
姉妹校
- カナダ・ハミルトン市立グレンデールセカンダリースクール
- ダウンランズカレッジ（オーストラリアトゥーンバ市）

## 沿革
私立
- 1899年（明治32年）- 福山市丸の内町に「私立福山女学校」が創立。その後「私立福山女徳学校」、「福山女学校」と改称。
- 1908年（明治41年）- 「女徳福山女学校」と改称。
- 1913年（大正2年）- 三の丸城趾公園東上り口を南下した場所に「福山家政女学校」が設立される。
- 1919年（大正8年）- 地吹町に移転。
- 1921年（大正10年）- 「門田女学校」と改称。
- 1923年（大正12年）- 本科と裁縫専修科を設置。
- 1925年（大正14年）- 「門田高等女学校」と改称。「門田実科女学校」を併設。
- 1942年（昭和17年）- 財団法人化により、「広島県門田高等女学校」と改称（私立のまま）。門田実科女学校が「広島県門田実科女学校」と改称。
- 1944年（昭和19年）- 広島県門田実科女学校を廃止し、高等女学校一本となる。
- 1947年（昭和22年）4月 - 新制中学校を併設（以下・併設中学校）。
- 1948年（昭和23年）5月 - 学制改革により、高等女学校は廃止され、新制高等学校「広島県門田女子高等学校」（私立）が発足。
- 1951年（昭和26年）6月 - 私立学校法の制定に伴い、学校法人門田学園が設立される（財団法人から学校法人へ移行）。
- 1952年（昭和27年）4月 - 商業科を新設。併設中学校の生徒募集を停止。
- 1953年（昭和28年）4月 - 男子部を設置し、「広島県門田高等学校」と改称。
- 1962年（昭和37年）3月 - 男子部を廃止。
- 1965年（昭和40年）4月 - 衛生看護科を設置。「広島県福山女子高等学校」に改称。
- 1967年（昭和42年）- 福山市議会において、福山市立の高等学校に移管することが議決される。
- 1968年（昭和43年）- 移行措置として家庭科・商業科の生徒募集を停止。

公立
- 1969年（昭和44年）
  - 3月 - 家庭科と商業科、附属中学校を廃止。
  - 4月 - 学校法人門田学園が解散し、運営が福山市に移管されたことにより「福山市立福山高等学校」に改称。
- 1974年（昭和49年）- 現在地に校舎が完成し、普通科を男女共学とする。
- 1976年（昭和51年）4月 - 第9学区総合選抜制が導入され、市内5校[7]で総合選抜を開始。
- 1984年（昭和59年）4月 - 総合選抜に理数英語類型が導入される。
- 1985年（昭和60年）4月 - 総合選抜理数英語類型が廃止される。
- 1988年（昭和63年）4月 - 第9学区が東西に分けられ、第9学区西部に属し市内3校[8]で総合選抜を開始。
- 1990年（平成3年）- カナダ・ハミルトン市立グレンデールセカンダリースクールと姉妹校を締結。AET（英語指導助手）を配置。
- 1998年（平成10年）4月 - 総合選抜制度を廃止。衛生看護科の募集を停止。自由選択制の普通科を導入。
- 1999年（平成11年）- 市移管30周年・創立100周年を記念して多目的ホール「大望館」が完成。オーストラリアへの海外語学研修を開始（隔年実施）。
- 2000年（平成12年）
  - 3月 - 衛生看護科を廃止。
  - 併設型中高一貫教育の研究指定を受ける。
- 2002年（平成14年）- 2004年（平成16年）4月からの中高一貫教育実施が決定。
- 2003年（平成15年）- 中高一貫教育推進室を設置。

中高一貫教育
- 2004年（平成16年）4月 - 中学校を併設し、「福山市立福山中・高等学校」となる。併設型中高一貫教育を開始
- 2007年（平成19年）- 旧看護実習室を改修して大講義室整備。
- 2013年（平成25年）- オーストラリアトゥーンバ市のダウンランズカレッジと姉妹校締結。

## 部活動
運動部
- 陸上競技部
- 男子バスケットボール部
- 女子バスケットボール部
- 男子バレーボール部  (※)
- 女子バレーボール部
- ソフトテニス部
- 卓球部（※）
- サッカー部
- ラグビー部（※）
- ソフトボール部（※）
- バドミントン部
- 剣道部
- 少林寺拳法部
- 野球部（※）
- 水泳部
- ダンス部（※）
- 軟式野球部（中学校のみ）

文化部
- 吹奏楽部
- 演劇部
- 放送部
- 自然科学部
- 将棋部（※）
- 書道部（※）
- ICC（英語部）
- 新聞部（※）
- 美術部
- 家庭研究部

【※=高校のみ】

## 著名な出身者
- 宮前洋昭（実業家、青山商事相談役[9]）60期生[10]
- 西田尚美（女優、元ファッションモデル）87期生
- 白石知世（タレント）103期生
- 國武綾（女優）104期生

## 著名な教職員・関係者
- 迫田守昭（同校硬式野球部監督）

## 交通
- JR西日本 山陽本線 「備後赤坂駅」より徒歩12分[11]。